# Lauren Stamile
Lauren Stamile (12 de septiembre de 1976, Tulsa, Oklahoma) es una actriz estadounidense, conocida por su papel recurrente como la enfermera Rose en la serie de la cadena ABC Grey's Anatomy y como la profesora Slater en la serie humorística Community, de la NBC. 

## Biografía

### Primeros años
Nació en Tulsa, Oklahoma, la tercera de cinco hermanos. Se graduó de la escuela preparatoria Casia Hall en Tulsa. Su padre es un médico y su madre una enfermera. Stamile se especializó en teatro en la Northwestern University de Evanston, Illinois y luego se trasladó a Nueva York para seguir la actuación profesional.

### Carrera
Stamile fue estrella invitada en la segunda temporada de Drop Dead Diva interpretando a una representante farmacéutica. También apareció en el año 2000 en un episodio de The Drew Carey Show, y se unió al elenco de Burn Notice para la quinta temporada.
Fue coprotagonista por una temporada, excepto dos episodios en la serie Off Centre, y después de la cancelación del show, comenzó una serie de papeles como invitada en programas televisivos, incluyendo Without a Trace, Close to Home, Summerland, Tru Calling, The West Wing, CSI: Miami, Cold Case, Boston Legal, Community, The Good Guys, Crossing Jordan y Scrubs. Protagonizó como Kate Jackson en la película de televisión Behind the Camera: The Unauthorized Story of Charlie's Angels.

## Vida personal
En abril de 2009 Stamile se casó con Randy Zamcheck, un guionista.

## Filmografía
| Cine | Cine                  | Cine      | Cine     |
| ---- | --------------------- | --------- | -------- |
| Año  | Película              | Personaje | Notas    |
| 2000 | Something Sweet       | Mel       |          |
| 2000 | Follow Me Outside     | Georgette |          |
| 2004 | The Last Letter       | Ms. Paige |          |
| 2008 | Kissing Cousins       | Liza      |          |
| 2009 | The Blue Tooth Virgin | Rebecca   |          |
| 2010 | Overnight             | Abby      |          |
| 2011 | Low Fidelity          | Ann       | Completo |

| Televisión  | Televisión                                                     | Televisión                | Televisión                                         |
| ----------- | -------------------------------------------------------------- | ------------------------- | -------------------------------------------------- |
| Año         | Serie                                                          | Personaje                 | Notas                                              |
| 2012        | The Secret Circle                                              | Lucy Gibbons              | temporada 1 - episodio 13                          |
| 2010        | God Of Death                                                   | Charlotte Perkins         | temporada 2                                        |
| 2010        | The Event                                                      | Molly Dixon               | 1 episodio                                         |
| 2009 - 2010 | Community                                                      | Profesora Michelle Slater | Personaje recurrente; 5 episodios                  |
| 2009        | Medianoche en el pantano                                       | Lena Simone               | Película de tv                                     |
| 2008        | Scrubs                                                         | Shannon                   | Temporada 7 - episodio 6                           |
| 2007 - 2008 | Grey's Anatomy                                                 | Rose                      | temporada 4 - (11 episodios)                       |
| 2006        | That Guy                                                       | Cassidy                   | Película de TV                                     |
| 2006        | Mentes criminales                                              | Agente de la DEA          | Temporada 2 - episodio 10                          |
| 2005        | Numb3rs                                                        | Kelly Johnston            | 1 episodio                                         |
| 2004        | Cold Case                                                      | Abby Lake                 | Episodio: Late Returns (capítulo 19 - temporada 1) |
| 2004        | Behind the Camera: The Unauthorized Story of 'Charlie's Angels | Kate Jackson              | Película de Tv                                     |
| 2001 - 2002 | Apartamento de Soltero                                         | Liz                       | temporadas 1 - 2                                   |
| 1999        | Law & Order: Special Victims Unit                              | Sarah                     | episodio: Sophomore Jinx                           |